# Partito del Credito Sociale del Canada
Il Partito del Credito Sociale del Canada è stato un partito politico canadese, di orientamento conservatore e populista.
Fu fondato nel 1935 nel contesto della grande depressione, sulla scia di partiti simili nel Canada occidentale. Inizialmente propugnatore del credito sociale, successivamente abbandonò l'ideologia in favore di un forte conservatorismo di stampo cristiano e populista. Con tale indirizzo fu in competizione con il più grande e meno estremo Partito Conservatore Progressista di centro-destra dagli anni trenta al secondo dopoguerra.
Da sempre caratterizzato da intense lotte interne tra vari esponenti e fazioni, le divergenze culminarono negli anni '60 in una scissione dei creditisti del Québec. Nonostante il ritorno all'unità negli anni '70, il decennio segnò il declino del partito, e alle elezioni del 1980 perse tutti i seggi, diventando una formazione permanentemente extraparlamentare. La storia del partito si concluse nel 1993, in quanto non riuscì a presentare il minimo di candidati per le elezioni di quell'anno.